# 치클론 2호
치클론 2호는 우크라이나의 우주발사체이다.

## 역사
치클론 1호는 2단이었는데, 3단으로 개량했다. 1969년 최초발사하여 2006년 마지막 106회 발사를 하였다. 106회 발사에서 단 1회만 실패를 하여, 발사 성공률 99.06%으로, 세계에서 가장 신뢰성 높은 우주발사체이다. 미국의 아틀라스 2호가 치클론 2호보다 신뢰성이 높다. 치클론 로켓 시리즈는 러시아에서 모두 퇴역했으며, 앙가라 로켓을 발사할 계획이다. 1994년 1회 발사비용은 1200만 달러이다.

## 같이 보기
- 드네프르 로켓
- 치클론 로켓